# Haruki Murakami
Haruki Murakami (født 12. januar 1949 i Kyoto) er en populær japansk forfatter og oversætter. Hans værker er oversat til mange sprog, og Murakami nævnes jævnligt som en potentiel modtager af nobelprisen i litteratur. Hans tredje roman, En vild fårejagt, indbragte ham den prestigefyldte japanske litterære udmærkelse, Noma-prisen. I 2016 modtog han den internationale Hans Christian Andersen Litteraturpris. Murakamis hovedværk er Trækopfuglens krønike.
Haruki Murakami er født i Kyoto i 1949 og voksede op i Kobe. Begge hans forældre underviste i japansk litteratur. Han bestyrede en jazz-café i Tokyo fra 1974 til 1981 efter at have læst klassisk græsk drama ved universitetet i Waseda. De første tre romaner skrev han ved køkkenbordet, når han kom hjem fra jazz-cafeen om natten. Murakami har boet i Frankrig, Italien og Grækenland og været tilknyttet universiteterne i Princeton og Tufts som "writer-in-residence".
En vild fårejagt og Dans, dans dans blev oversat af Ib Høy Hansen fra de amerikanske oversættelser af Alfred Birnbaum. De er altså såkaldte indirekte oversættelser, idet de ikke er oversat direkte fra originalen på japansk, men i stedet fra en anden oversættelse.
Fra 2001 og frem har Mette Holm været Murakamis danske oversætter. Hun oversætter direkte fra de japanske originaler. Hendes oversættelser, der er blevet rost af kritikere, er skildret i den danske dokumentarfilm Dreaming Murakami.